# Shan
Tôn giáo ở Shan (2015)
Shan là một bang của Myanmar, lấy tên từ người Shan, một trong những dân tộc sống ở khu vực này. Đây là bang rộng nhất trong 14 bang và các phân chia hành chính khác của Myanmar. Phía bắc giáp bang Kachin, phía nam giáp bang Kayah và giáp biên giới với các tỉnh Mae Hong Son, Chiang Mai, Chiang Rai của Thái Lan và các tỉnh Bokeo, Luang Namtha của Lào (với sông Mê Kông là biên giới tự nhiên), phía đông giáp tỉnh Vân Nam của Trung Quốc, phía tây giáp các vùng Sagaing, Mandalay và bang Kayin. Bang này phần lớn là nông nghiệp với 3 thành phố đáng kể như: Lashio, Kengtung và thủ phủ Taunggyi. Các chức vị trong hoàng tộc cũ của Shan hôm nay tạo thành tiểu bang lớn nhất tại Myanmar, nằm ở phía đông bắc của đất nước. Chỉ đứng sau Mandalay tăng dưới chân núi hùng vĩ đầu tiên của cao nguyên Shan, có thể đạt độ cao hơn 2.000 mét (6.562 ft). Phong cảnh miền núi này rất đẹp, và khí hậu ôn hòa của bang này khiến những người Anh đô hộ rất thích. Trong ngày tại đây nhiệt độ ấm áp, nhưng vào ban đêm nhiệt độ có thể giảm đáng kể do độ cao.